# Miltogramma major
Miltogramma major är en tvåvingeart som först beskrevs av Boris Borisovitsch Rohdendorf 1925.  Miltogramma major ingår i släktet Miltogramma och familjen köttflugor. Inga underarter finns listade i Catalogue of Life.